# Сутра, Деми
Деми Сутра (англ. Demi Sutra, род. 10 января 1991 года, Вашингтон) — американская порноактриса, лауреатка премии Urban X Award.

## Биография
Родилась 10 января 1991 года в Вашингтоне. В порноиндустрии дебютировала в 2015 году, в возрасте около 24 лет. Снимается для таких студий, как Third Degree Films, Brazzers, Diabolic Video, Kink.com, Reality Kings, Zero Tolerance и других.
В 2018 году победила на Urban X Award в категории Urban X Hottie. В 2019 году была номинирована на Spank Bank Awards в категории Ebony Princess of the Year, а также на Urban X Award в категории «восходящая звезда».
На август 2019 года снялась в 96 фильмах.
Актриса бисексуальна, практикует лесбийский, групповой и анальный секс. Имеет многочисленные проколы в ушах, пирсинг носа, пупка и сосков.

## Награды и номинации
- 2018: Urban X Awards — Urban X Hottie[4] (победа)
- 2019: Spank Bank Awards — Ebony Princess of the Year (номинация)
- 2019: Urban X Awards — восходящая звезда (номинация)